# Apolloteatern
Apolloteatern AB är ett produktionsbolag grundat 16 maj 1983 av makarna Marianne Tedenstad och Nicke Wagemyr.
Den första produktionen var en barnföreställning som hette ”Udda vänner”. Den skrevs och spelades av grundarna. De turnerade med föreställningen i folkparkerna, på bibliotek och på fritidsgårdar. Andra produktionen var komedin Ugglan och Kissekatten som spelades på Tibble Teater i Täby kommun, på Puckteatern i Stockholm och på Nya Teatern i Göteborg. Därefter följde nyårsrevyer på Tibble Teater innan Apolloteatern skaffade en egen scen i Näsbypark, 1987.
På teatern i Näsbypark varvades barnteater med komedier, thriller och dramer av Strindberg och P.O. Enquist. På måndagar hade man gästspelskvällar. Revyerna fortsatte man att sätta upp på Tibble Teater. 1994 flyttade teatern till nya lokaler i Täby Centrum. Man behöll samma koncept som tidigare med undantag av att även revyerna spelades på den egna scenen. Det blev minst 150 föreställningar årligen under en tioårsperiod och teatern hade i snitt 30 personer på lönelistan.
Sedan 1997 fungerar verksamheten som ett produktionsbolag utan en fast scen. Man har sedan dess satt upp revyer på Täby Park Hotel och i Bibliotekets hörsal i Täby samt på Komediteatern och Nalen i Stockholm och på Laholms Teater. Teatern har även ett antal musikaliska program på sin repertoar, som spelas regelbundet i olika sammanhang. 
Apolloteatern har under hela sin verksamhet samarbetat med företag. De specialskriver och uppför skräddarsydda teaterstycken som spelas upp i samband med fortbildning, lansering av nya produkter, kick offer eller jubileum.